# Bolbro Station
Bolbro Station er en letbanestation på Odense Letbane, beliggende på Middelfartvej i Odense-forstaden Bolbro. Stationen åbnede sammen med letbanen 28. maj 2022.
Letbanen ligger i en græsbelægning midt på Middelfartvej. Stationen ligger mellem krydsene med Stadionvej og Christmas Møllers Vej og består af to spor med en øperron imellem. Ved siden af er der buslommer, så passagerne kan skifte mellem bus og letbane. Derudover er der plantet en del træer ved stationen.
Omgivelserne udgøres for en væsentlig dels vedkommende af boligblokke. Desuden ligger erhvervsområdet Gasabyen lidt nordøst for stationen.
Bolbro
| Foregående station            |  | Odense Letbane                       |  | Efterfølgende station  |
| ----------------------------- |  | ------------------------------------ |  | ---------------------- |
| Idrætsparken mod Tarup Center |  | Tarup Center - Hjallese fra maj 2022 |  | Vesterbro mod Hjallese |